# Albino (nombre)
Albino es un nombre propio masculino de origen latino en su variante en español. Deriva del latino Albinus, que significa blanco.

## Santoral
- 1 de marzo: San Albino, obispo de Vercelli (siglo V)
- 1 de marzo: San Albino, confesor y obispo de Angers (550).

## Variantes
- Femenino: Albina.

### Variantes en otros idiomas
| Variantes en otras lenguas | Variantes en otras lenguas |
| -------------------------- | -------------------------- |
| Español                    | Albino                     |
| Alemán                     | Albin                      |
| Aragonés                   | Albino                     |
| Asturiano                  | Albín                      |
| Catalán                    | Albí                       |
| Checo                      | Albín                      |
| Corso                      | Albinu                     |
| Croata                     | Albin                      |
| Danés                      | Albin                      |
| Euskera                    | Albin                      |
| Esperanto                  | Albino                     |
| Finlandés                  | Albin                      |
| Francés                    | Albin                      |
| Gallego                    | Albino                     |
| Holandés                   | Albin, Albijn              |
| Húngaro                    | Albin                      |
| Inglés                     | Albin                      |
| Italiano                   | Albino                     |
| Latín                      | Albinus                    |
| Letón                      | Albins                     |
| Lituano                    | Albinas                    |
| Noruego                    | Albin                      |
| Polaco                     | Albin                      |
| Portugués                  | Albino                     |
| Rumano                     | Albin                      |
| Sardo                      | Albìnu                     |
| Sueco                      | Albin                      |

## Personas
- Albino (abad)
- Albino Colón Alonso
- Albino Piñeiro
- Albino Rodríguez Leal
- Albino Luciani (Juan Pablo I)